# Argyrodes margaritarius
Argyrodes margaritarius är en spindelart som först beskrevs av William Joseph Rainbow 1894.  Argyrodes margaritarius ingår i släktet Argyrodes och familjen klotspindlar.
Artens utbredningsområde är New South Wales. Inga underarter finns listade i Catalogue of Life.